# Fanklub
En fanklub er en forsamling af mennesker der støtter den samme person, sportsgren osv. Via klubben kan de kollektivt udtrykke deres støtte og holdninger, selvom det går godt eller dårligt for hvem eller hvad fanklubben støtter.